# Фут, Артур
Артур Уильям Фут (англ. Arthur William Foote; 5 марта 1853, Сайлем, Массачусетс — 8 апреля 1937, Бостон, Массачусетс) — американский композитор, член «Бостонской шестерки».

## Биография
В 1878 году Фут был назначен органистом Первой церкви в Бостоне и проработал там 32 года. Основатель Американской Гильдии органистов (AGO), он был одним из экзаменаторов на первом экзамене стипендии Гильдии. Он помог организовать отделение AGO в Новой Англии, а с 1909 по 1912 год занимал пост национального почетного президента AGO, сменив на этом посту Горацио Паркера. Он был одним из редакторов «Hymns of the Church Universal», сборника гимнов, опубликованного в 1890 году.
Фут был ранним сторонником Брамса и Вагнера. Фут был активным учителем музыки и написал ряд педагогических работ, в том числе «Modern Harmony in Its Theory and Practice» («Современная гармония в ее теории и практике») (1905), написанную совместно с Уолтером Р. Сполдингом. Он также написал «Некоторые практические занятия в игре на фортепиано» (1909) и «Модуляция и связанные с ними гармонические вопросы» (1919). Он опубликовал Some Practical Things in Piano-Playing (1909) и Modulation and Related Harmonic Questions (1919). Он опубликовал множество статей в музыкальных журналах, в том числе «Тогда и сейчас, тридцать лет музыкального прогресса в Америке» в «Этюде» (1913) и «Бостонские воспоминания» в «Musical Quarterly» (1937).
Значительная часть композиций Фута состоит из камерной музыки, и в целом эти произведения относятся к его лучшим. Журнал The Chamber Music Journal (2002), обсуждая камерную музыку Фута, написал: «Если его имя не столь известно, будет справедливо сказать, что его музыка живёт. Это позор. Камерная музыка Фута является первоклассной и заслуживает регулярного публичного исполнение.» Его фортепианный квинтет, Op.38, и фортепианный квартет, Op.23, заслуживают особой похвалы. Что касается Фортепианного квинтета, автор пишет: «Каждая часть — это жемчужина. Скерцо особенно прекрасное, а его зажигательный финал безупречен. Я считаю, что единственная причина, по которой это произведение не получало заслуженной аудитории — это потому, что он был написан американцем». Что касается фортепианного квартета, то считается, что «он так же хорош, как и любой фортепианный квартет конца 19 века».
Фут жил в Дедхэме, штат Массачусетс.

## Избранные произведения
- Three Pieces for Cello & Piano, Op. 1
- String Quartet No. 1 in G minor, Op. 4
- Piano Trio No. 1 in C minor, Op. 5
- Three Pieces for Violin & Piano, Op. 9
- Sonata for Violin & Piano, Op. 20
- Scherzo for Cello & Piano, Op. 22
- Piano Quartet in C major, Op. 23
- Francesca da Rimini, Op. 24
- Serenade for Strings in E major, Op. 25
- Three Pieces for Oboe (or Flute) & Piano, Op. 31
- String Quartet No. 2 in E major, Op. 32
- Cello Concerto in G minor, Op. 33
- Romanza for Cello & Piano, Op. 33
- Piano Quintet in A minor, Op. 38
- Melody for Violin & Piano, Op. 44
- Four Character Pieces after the Rubaiyat of Omar Khayyam, Op.48
- Suite in E major for Strings, Op. 63
- Piano Trio No. 2 in B flat major, Op. 65
- Ballad for Violin & Piano, Op. 69
- String Quartet No. 3 in D major, Op. 70
- Seven Pieces for organ. Op. 71
- Two Pieces for Violin & Piano, Op. 74
- Legend for Violin & Piano, Op. 76
- Aubade for Cello & Piano, Op. 77
- Sonata for Cello & Piano, Op. 78
- Sonata for Viola & Piano, Op. 78A
- Nocturno & Scherzo for Flute & String Quartet, WoO. (1918)
- At Dusk for Flute, Harp and Cello, WoO
- Sarabande & Rigaudon for Oboe and Piano, WoO